# چوادانگا سدار
چوادانگا سدار (به لاتین: Chuadanga Sadar) یک منطقهٔ مسکونی در بنگلادش است که در ناحیه چوادنگه واقع شده‌است. چوادانگا سدار ۲۸۹٫۵۹ کیلومتر مربع مساحت و ۳۱۳٫۹۳۵ نفر جمعیت دارد.